# Spinulum
Genre
Le genre Spinulum est un petit groupe de plantes vasculaires appartenant à la famille des Lycopodiaceae. Ces plantes, communément appelées lycopodes, sont des espèces vivaces primitives, caractérisées par leurs tiges rampantes, leurs feuilles étroites en forme d'aiguilles, et leurs spores qui se développent dans des structures spécialisées appelées strobiles.

## Taxonomie

### Historique
Correspondant à l’ancienne section Annotina (Lycopodium annotinum et les espèces étroitement apparentées), le genre Spinulum a été décrit par le botaniste britannique Arthur Haines en 2003, qui a séparé certains lycopodes du genre Lycopodium en fonction de critères morphologiques et phylogénétiques.

### Étymologie
Le nom fait allusion à l’extrémité épineuse des feuilles, par opposition à la présence d’un poil flexueux (poils fins et long à l’aspect ondulé ou courbé) dans le genre Lycopodium au sens strict.

## Morphologie du genre
Les espèces de Spinulum se distinguent principalement par leurs feuilles très aciculaires et leurs strobiles compactes. Elles présentent des caractères très proche de ceux du genre Lycopodium avec, notamment, quelques différences significatives : des feuilles à extrémité aiguë, des épis sessiles et solitaires au sommet des rameaux, ainsi que quelques particularités relatives à la paroi des sporanges et à l’ornementation des spores. On observe également des tiges rampantes qui s'enracinent à plusieurs points pour former des colonies et des strobile généralement solitaires ou peu nombreux, situés au sommet de tiges dressées. Il est à noter que l’absence d’hybrides entre espèces de ce genre est aussi un bon indice de leur réelle autonomie,.

## Habitat
Spinulum est largement distribué dans les régions tempérées à froides de l’hémisphère Nord. Il est présent en Europe, en Asie et en Amérique du Nord, préférant les sols pauvres en nutriments, acides et bien drainés. Les forêts boréales de conifères, les prairies alpines et les tourbières acides sont des habitats typiques du genre,.

## Espèces
Il n’exsite que 3 espèces dans le monde dont une seule espèce en Europe qui est notamment présente dans le flore française, :
- Spinulum annotinum subsp. annotinum (L.) A. Haines, 2003
- Spinulum canadense (Nessel) A. Haines, 2003
- Spinulum subarcticum (V.N. Vassil.) A. Haines, 2003